# Albidella nymphaeifolia
Albidella nymphaeifolia (Griseb.) Pichon – gatunek roślin słodkowodnych z monotypowego rodzaju Albidella z rodziny żabieńcowatych, występujący w Ameryce Środkowej, na obszarze od południowo-wschodniego Meksyku do Gwatemali i Kuby.

## Morfologia
PokrójGatunek o budowie pośredniej, ze względu na wygląd organów wegetatywnych przypomina rośliny z rodzaju Echinodorus, podczas gdy kwiaty są typowe dla rodzaju kaldezja (Caldesia). Roślina ta osiąga do 50 cm wysokości.
LiścieWystępują zarówno taśmowate liście podwodne jak i liście pływające na powierzchni lub wzniesione. Liście zanurzone mają krótki ogonek i blaszkę liściową o falistym brzegu, do 25 cm długą przy szerokości do 18 mm. Liście te są jasnozielone, z pasmami błoniasto-przejrzystymi. Liście pływające lub wznoszące się nad powierzchnię osiągają do 35 cm długości i są długoogonkowe. Blaszka liściowa jest owalna, sercowato wycięta u nasady i osiąga do 12 cm długości przy 8 cm szerokości. Blaszki mają bardzo wyraźnie widoczne użyłkowanie.
KwiatyObupłciowe, wyrastają w okółkach na szczycie pędu kwiatowego. Dno kwiatowe jest spłaszczone. Wyrastają z niego białe listki okwiatu, 6 pręcików i liczne owocolistki.
OwoceOrzeszki o długości do 1,6 mm, żeberkowane, z dzióbkiem o długości do 0,2 mm.

## Systematyka
Systematyka według Angiosperm Phylogeny Website (aktualizowany system APG III z 2009)Należy do monotypowego rodzaju Albidella, zaliczanego do rodziny żabieńcowatych (Alismataceae ), która należy do rzędu żabieńcowców (Alismatales).
Historia badań taksonomicznychGatunek tej rośliny został opisany po raz pierwszy w 1866 roku przez Augusta Grisebacha, jako przedstawiciel rodzaju żabieniec, pod nazwą Alisma nymphaeifolium. 16 lat później niemiecki botanik Franz Buchenau zakwalifikował ten gatunek do rodzaju Echinodorus, pod nazwą Echinodorus nymphaeifolius. W 1905 Nathaniel Lord Britton wyodrębnił z rodzaju Echinodorus dotychczas opisywaną w jego ramach sekcję Helanthium w osobny rodzaj. 4 lata później amerykański botanik John Kunkel Small wyodrębnił opisywany gatunek do tego rodzaju, pod nazwą Echinodorus nymphaeifolium. Klasyfikacja ta obowiązywała do roku 1946, w którym francuski botanik Marcel Pichon wyodrębnił ten gatunek do nowego rodzaju Albidella pod nazwą Albidella nymphaeifolia. 9 lat później amerykański profesor botaniki, kurator herbarium Uniwersytetu Wisconsin-Madison, Norman Fassett zaproponował ponowne włączenie wyodrębnianych rodzajów Helanthium i Albidella w rodzaj Echinodorus do podrodzaju Helanthium. Propozycja ta została powszechnie zaakceptowana i obowiązywała do roku 1975, w którym czechosłowacki botanik Karel Rataj, w swojej Revizion of genus Echinodorus, na podstawie Echinodorus nymphaeifolium wyodrębnił w rodzaju Echinodorus monotypową sekcję Nymphaeifolii. Status ten obowiązywał do początków XXI wieku i był akceptowany zarówno w pracy Ryszarda Kamińskiego z 2001 roku Rodzaj Echinodorus Rich. – uwagi do taksonomii gatunków, jak i w kolejnej pracy Rataja Neue Revision der Gattung Echinodorus Richard, 1848 (Alismataceae). W 2007 roku opublikowana została dysertacja fińskiego botanika Samuli Lehtonena, zawierająca wyniki badań morfologicznych i molekularnych rodzaju Echinodorus, która stała się podstawą współczesnego podejścia taksonomicznego do tego rodzaju. W pracy tej Lehtonen m.in. ponownie wyodrębnił gatunek Albidella nymphaeifolia.
Typ nomenklatorycznyZ uwagi na nie wskazanie holotypu przez autora gatunku, w 1975 roku Karel Rataj, w swojej pracy Revizion of the genus Echinodorus Rich., wskazał jako lektotyp okaz zielnikowy, zebrany przez Charlesa Wrighta pod koniec XIX wieku na Kubie, przechowywany w herbarium Kew Gardens. Izolektotypy gatunku znajdują się w British Museum of Natural History, Conservatoire et Jardin botaniques de la Ville de Genève, The Gray Herbarium, Missouri Botanical Garden, New York Botanical Garden, Naturhistoriska riksmuseet i w United States National Herbarium (Smithsonian Institution)

## Zastosowanie
Gatunek sadzony w akwariach jako roślina ozdobna.